# Gemitaiz

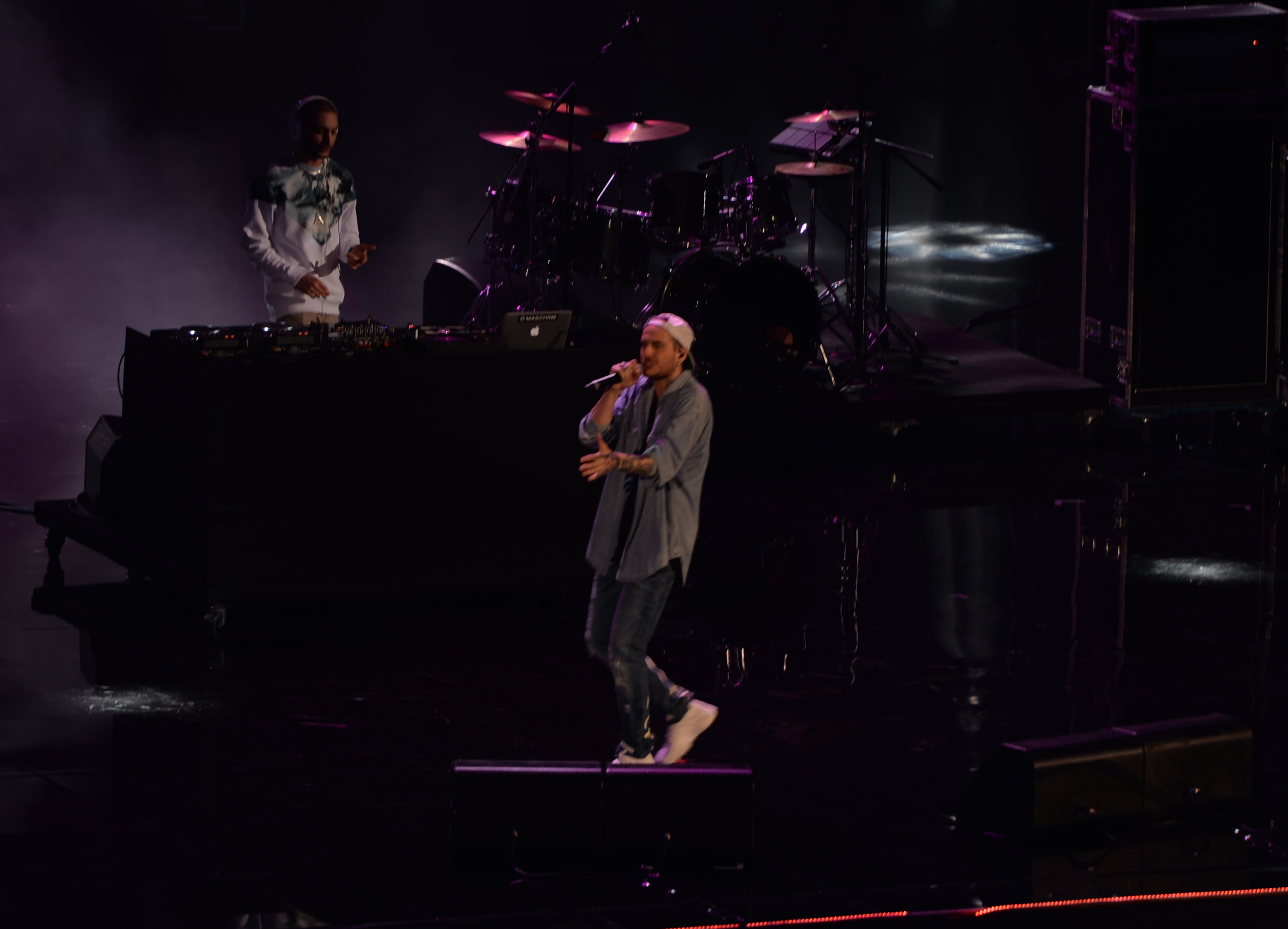
Gemitaiz während seines Auftritts bei den Wind Music Awards 2016

Gemitaiz (* 4. November 1988 in Rom als Davide De Luca) ist ein italienischer Rapper.

## Karriere

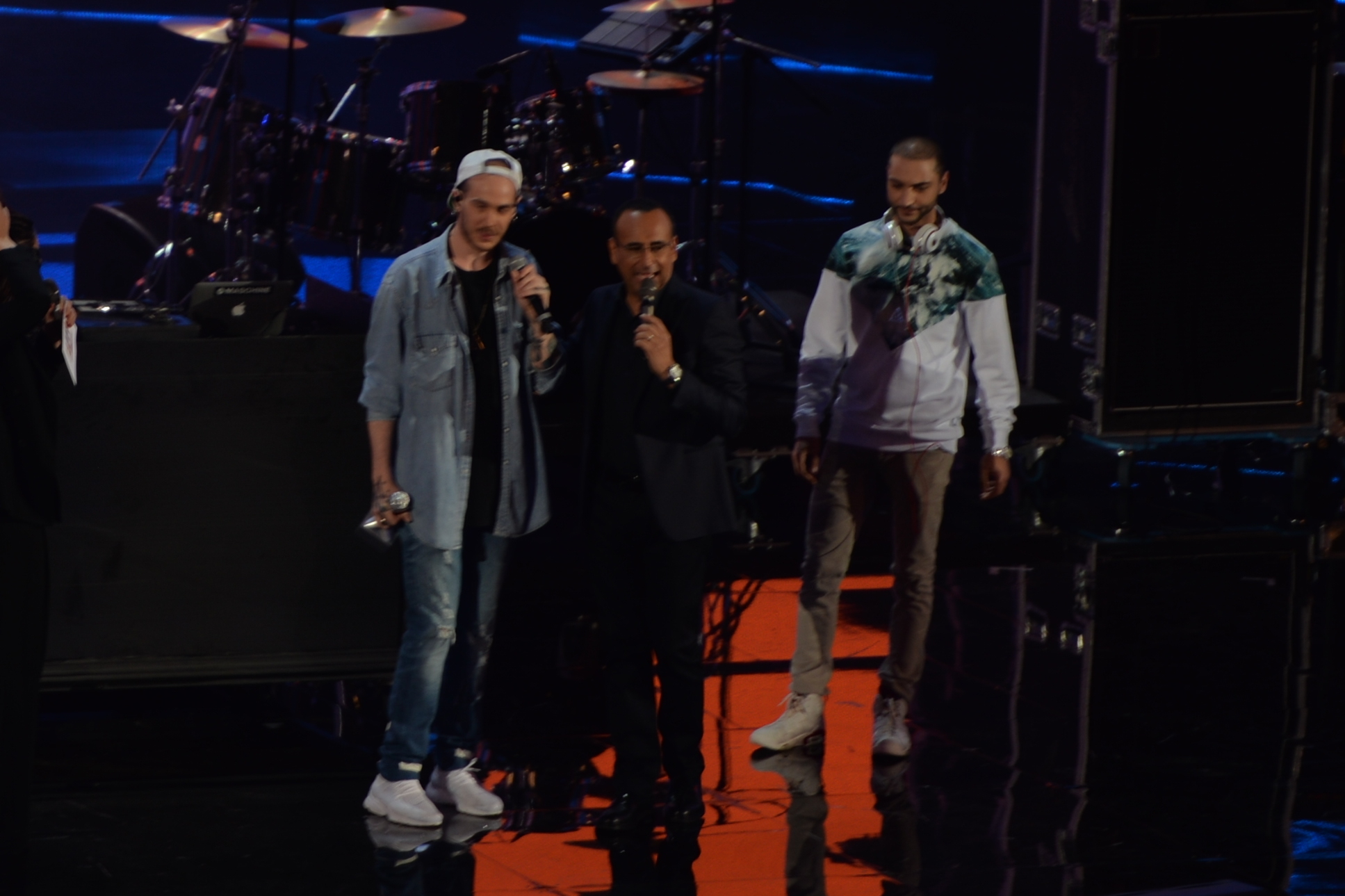
Gemitaiz (links) nimmt einen Wind Music Award entgegen

Um das Jahr 2000 begann De Luca, sich als Rapper zu betätigen. Nach Erfahrungen in der römischen Underground-Szene traf er 2005 den Rapper CaneSecco, der ihn in die Gruppe Xtreme Team aufnahm. Mit dem Team veröffentlichte Gemitaiz zwischen 2007 und 2009 drei Alben. Danach begann er, als Solist beim unabhängigen Label Honiro eine Reihe von „street albums“, Quelli che vi consiglio, und mehrere Mixtapes zu veröffentlichen, wobei er u. a. mit DJ Harsh und MadMan zusammenarbeitete. Mit letzterem veröffentlichte er 2012 die EP Detto, fatto.
Gemitaiz wechselte zum von Guè Pequeno und DJ Harsh gegründeten Label Tanta Roba und veröffentlichte dort 2013 sein offizielles Debütalbum L’unico compromesso, das auf Anhieb die Top drei der italienischen Charts erreichte. Anfang 2014 wurde der Rapper wegen Drogenbesitzes angezeigt und verurteilt. Sein nächstes Album Kepler war ein Kollaboalbum mit MadMan, das noch 2014 erschien und die Chartspitze erreichen konnte. 2016 folgte Nonostante tutto, mit dem Gemitaiz nun auch als Solist ein Nummer-eins-Album landete.

## Diskografie

### Alben
| Jahr | Titel Musiklabel                                           | Höchstplatzierung, Gesamtwochen, AuszeichnungChartplatzierungen (Jahr, Titel, Musiklabel, Platzierungen, Wochen, Auszeichnungen, Anmerkungen) | Höchstplatzierung, Gesamtwochen, AuszeichnungChartplatzierungen (Jahr, Titel, Musiklabel, Platzierungen, Wochen, Auszeichnungen, Anmerkungen) | Anmerkungen                                                              |
| Jahr | Titel Musiklabel                                           | IT | CH | Anmerkungen                                                              |
| ---- | ---------------------------------------------------------- | --- | --- | ------------------------------------------------------------------------ |
| 2013 | L’unico compromesso Tanta Roba                             | IT3 Gold · (16 Wo.)IT | — | Erstveröffentlichung: 28. Mai 2013 Verkäufe: + 25.000                    |
| 2014 | Kepler Tanta Roba                                          | IT1 Platin · (45 Wo.)IT | — | Erstveröffentlichung: 27. Mai 2014 Verkäufe: + 50.000; mit Madman        |
| 2016 | Nonostante tutto Tanta Roba (UMG)                          | IT1 ×3Dreifachplatin · (166 Wo.)IT | CH56 (1 Wo.)CH | Erstveröffentlichung: 22. Januar 2016 Verkäufe: + 150.000                |
| 2018 | QVC Collection Universal                                   | IT27 (1 Wo.)IT | — | Erstveröffentlichung: 30. März 2018                                      |
| 2018 | Davide Tanta Roba (UMG)                                    | IT1 ×3Dreifachplatin · (136 Wo.)IT | — | Erstveröffentlichung: 20. April 2018 Verkäufe: + 150.000                 |
| 2019 | Scatola nera Tanta Roba (UMG)                              | IT1 ×2Doppelplatin · (53 Wo.)IT | CH99 (1 Wo.)CH | Erstveröffentlichung: 19. September 2019 Verkäufe: + 100.000; mit Madman |
| 2020 | QVC9 Tanta Roba (UMG)                                      | IT2 Platin · (48 Wo.)IT | CH68 (1 Wo.)CH | Erstveröffentlichung: 6. November 2020 Verkäufe: + 50.000                |
| 2022 | Eclissi Tanta Roba (UMG)                                   | IT1 Platin · (62 Wo.)IT | — | Erstveröffentlichung: 12. Mai 2022 Verkäufe: + 50.000                    |
| 2023 | QVC 10 – Quello che vi consiglio, Vol. 10 Tanta Roba (UMG) | IT1 Platin · (23 Wo.)IT | CH26 (1 Wo.)CH | Erstveröffentlichung: 15. Dezember 2023 Verkäufe: + 50.000               |

### EPs
| Jahr | Titel Musiklabel         | Höchstplatzierung, Gesamtwochen, AuszeichnungChartplatzierungen (Jahr, Titel, Musiklabel, Platzierungen, Wochen, Auszeichnungen, Anmerkungen) | Höchstplatzierung, Gesamtwochen, AuszeichnungChartplatzierungen (Jahr, Titel, Musiklabel, Platzierungen, Wochen, Auszeichnungen, Anmerkungen) | Anmerkungen                                                    |
| Jahr | Titel Musiklabel         | IT | CH | Anmerkungen                                                    |
| ---- | ------------------------ | --- | --- | -------------------------------------------------------------- |
| 2012 | Detto, fatto. Honiro     | IT24 (2 Wo.)IT | — | Erstveröffentlichung: 30. November 2012 mit Madman             |
| 2018 | QVC8 – Singles Universal | IT17 Platin · (29 Wo.)IT | — | Erstveröffentlichung: 28. Dezember 2018 EP; Verkäufe: + 50.000 |

### Singles
| Jahr | Titel Album                                                                      | Höchstplatzierung, Gesamtwochen, AuszeichnungChartsChartplatzierungen (Jahr, Titel, Album, Platzierungen, Wochen, Auszeichnungen, Anmerkungen) | Anmerkungen                                                                                  |
| Jahr | Titel Album                                                                      | IT | Anmerkungen                                                                                  |
| --- | -------------------------------------------------------------------------------- | --- | -------------------------------------------------------------------------------------------- |
| 2013 | Fuori di qua (Out of My Way, Pt. 2) L’unico compromesso                          | IT18 (1 Wo.)IT | Erstveröffentlichung: 13. Mai 2013                                                           |
| 2014 | Non se ne parla Kepler                                                           | IT12 Gold · (1 Wo.)IT | Erstveröffentlichung: 2. April 2013 Verkäufe: + 25.000; mit Madman                           |
| 2015 | Bene Nonostante tutto                                                            | IT62 ×2Doppelplatin · (6 Wo.)IT | Erstveröffentlichung: 1. Juli 2015 Verkäufe: + 100.000                                       |
| 2016 | Forte Nonostante tutto                                                           | IT82 Platin · (1 Wo.)IT | Erstveröffentlichung: 22. Januar 2016 Verkäufe: + 50.000                                     |
| 2016 | Coma Nonostante tutto (Reloaded)                                                 | IT75 (1 Wo.)IT | Erstveröffentlichung: 4. November 2016 feat. Victor Kwality                                  |
| 2017 | Oro e argento Davide                                                             | IT2 Platin · (12 Wo.)IT | Erstveröffentlichung: 6. Oktober 2017 Verkäufe: + 50.000                                     |
| 2017 | Fuori Davide                                                                     | IT5 Platin · (6 Wo.)IT | Erstveröffentlichung: 15. Dezember 2017 Verkäufe: + 50.000                                   |
| 2018 | Tanta Roba Anthem Davide                                                         | IT31 Gold · (3 Wo.)IT | Erstveröffentlichung: 13. April 2018 Verkäufe: + 25.000; feat. Guè Pequeno                   |
| 2018 | Davide                                                                           | IT2 ×4Vierfachplatin · (52 Wo.)IT | Erstveröffentlichung: 20. April 2018 Verkäufe: + 200.000; feat. Coez                         |
| 2018 | Keanu Reeves Davide                                                              | IT16 Platin · (10 Wo.)IT | Erstveröffentlichung: 21. September 2018 Verkäufe: + 50.000; feat. Achille Lauro             |
| 2018 | Rollin’ QVC8                                                                     | IT12 Gold · (3 Wo.)IT | Erstveröffentlichung: 1. November 2018 Verkäufe: + 25.000; Gemitaiz & Mixer T                |
| 2018 | Senza di me QVC8                                                                 | IT9 ×3Dreifachplatin · (26 Wo.)IT | Erstveröffentlichung: 21. Dezember 2018 Verkäufe: + 300.000; feat. Venerus & Franco 126      |
| 2019 | Veleno 7 Scatola Nera                                                            | IT1 ×2Doppelplatin · (20 Wo.)IT | Erstveröffentlichung: 7. Juni 2019 Verkäufe: + 200.000; mit Madman                           |
| 2019 | Scatola nera Scatola Nera                                                        | IT13 Gold · (3 Wo.)IT | Erstveröffentlichung: 20. September 2019 Verkäufe: + 35.000; Gemitaiz & Madman feat. Giorgia |
| 2020 | Kriminal –                                                                       | IT22 (2 Wo.)IT | Erstveröffentlichung: 9. April 2020 mit Shablo & Guè Pequeno feat. Samurai Jay               |
| 2021 | La prossima volta Red Bull 64 Bars, The Album                                    | IT22 (1 Wo.)IT | Erstveröffentlichung: 5. Mai 2021 mit Carl Brave                                             |
| 2022 | Eclissi                                                                          | IT49 Gold · (1 Wo.)IT | Erstveröffentlichung: 14. April 2022 Verkäufe: + 50.000; feat. Neffa                         |
| 2024 | Banda Kawasaki –                                                                 | IT80 (1 Wo.)IT | Erstveröffentlichung: 28. Juni 2024 mit Achille Lauro & Salmo                                |
| Folgende Lieder erschienen nicht als Single, wurden aber durch das Album zum Download und Streaming bereitgestellt und konnten somit eine Platzierung erlangen: |                                                                                  | |                                                                                              |
| |                                                                                  | |                                                                                              |
| 2014 | Haterproof 2 Kepler                                                              | IT15 Gold · (2 Wo.)IT | mit Madman Verkäufe: + 25.000                                                                |
| 2014 | Sempre in giro Kepler                                                            | IT92 Gold · (1 Wo.)IT | mit Madman Verkäufe: + 25.000                                                                |
| 2015 | Inedito QVC6                                                                     | IT71 (2 Wo.)IT | mit Pedar Poy & Madman                                                                       |
| 2016 | Non me ne vado Nonostante tutto                                                  | IT90 (1 Wo.)IT | feat. Emis Killa                                                                             |
| 2018 | Paradise Lost Davide                                                             | IT21 Gold · (7 Wo.)IT | Verkäufe: + 25.000                                                                           |
| 2018 | Holy Grail Davide                                                                | IT22 Gold · (3 Wo.)IT | Verkäufe: + 25.000; feat. Madman                                                             |
| 2018 | Pezzo trap Davide                                                                | IT23 Gold · (5 Wo.)IT | Verkäufe: + 25.000; feat. Fabri Fibra                                                        |
| 2018 | Lo sai che ci penso Davide                                                       | IT37 Platin · (3 Wo.)IT | Verkäufe: + 50.000                                                                           |
| 2018 | Chiamate perse Davide                                                            | IT38 Gold · (3 Wo.)IT | Verkäufe: + 25.000                                                                           |
| 2018 | Diverso Davide                                                                   | IT44 Gold · (3 Wo.)IT | Verkäufe: + 25.000                                                                           |
| 2018 | Alaska Davide                                                                    | IT50 Gold · (3 Wo.)IT | Verkäufe: + 25.000; feat. Priestess                                                          |
| 2018 | Un giro con noi Davide                                                           | IT54 (2 Wo.)IT |                                                                                              |
| 2018 | Questa qua Davide                                                                | IT76 (1 Wo.)IT |                                                                                              |
| 2018 | Buonanotte Davide                                                                | IT83 (1 Wo.)IT |                                                                                              |
| 2019 | Toradol QVC8                                                                     | IT12 Platin · (5 Wo.)IT | Verkäufe: + 70.000                                                                           |
| 2019 | Giuro che QVC8                                                                   | IT16 Gold · (3 Wo.)IT | Verkäufe: + 25.000; feat. Priestess & Quentin40                                              |
| 2019 | Bad Boys QVC8                                                                    | IT20 (2 Wo.)IT | feat. Ketama126                                                                              |
| 2019 | Che ci faccio QVC8                                                               | IT23 (2 Wo.)IT | Gemitaiz & Mixer T                                                                           |
| 2019 | Mammastomale Machete Mixtape 4                                                   | IT9 Platin · (11 Wo.)IT | Verkäufe: + 50.000; Machete, Gemitaiz & Izi feat. Salmo                                      |
| 2019 | Fuori E Dentro Scatola Nera                                                      | IT2 Platin · (12 Wo.)IT | Verkäufe: + 70.000; mit Madman feat. Tha Supreme                                             |
| 2019 | Esagono Scatola Nera                                                             | IT6 Gold · (5 Wo.)IT | Verkäufe: + 25.000; mit Madman feat. Salmo                                                   |
| 2019 | Karate Scatola Nera                                                              | IT8 Gold · (5 Wo.)IT | Verkäufe: + 35.000; mit Madman feat. Mahmood                                                 |
| 2019 | Fiori Scatola Nera                                                               | IT9 Gold · (4 Wo.)IT | Verkäufe: + 35.000; mit Madman feat. Marracash & Guè Pequeno                                 |
| 2019 | Come Me Scatola Nera                                                             | IT12 (3 Wo.)IT | mit Madman                                                                                   |
| 2019 | Yes Scatola Nera                                                                 | IT14 (2 Wo.)IT | mit Madman                                                                                   |
| 2019 | Che ore sono Scatola Nera                                                        | IT18 (2 Wo.)IT | mit Madman feat. Venerus                                                                     |
| 2019 | Californication Scatola Nera                                                     | IT20 (2 Wo.)IT | mit Madman                                                                                   |
| 2019 | Un’altra notte Scatola Nera                                                      | IT24 (2 Wo.)IT | Gemitaiz & Madman feat. Priestess                                                            |
| 2019 | Tutto ok Scatola Nera                                                            | IT32 (2 Wo.)IT | mit Madman                                                                                   |
| 2020 | Rap City Vita Vera Mixtape                                                       | IT25 (1 Wo.)IT | mit Tedua, Madman & Chris Nolan                                                              |
| 2020 | Mama QVC9                                                                        | IT4 Platin · (12 Wo.)IT | Verkäufe: + 70.000; feat. Nitro                                                              |
| 2020 | Mondo di fango QVC9                                                              | IT10 Platin · (4 Wo.)IT | Verkäufe: + 100.000                                                                          |
| 2020 | Alright QVC9                                                                     | IT13 (2 Wo.)IT | feat. Emis Killa & Geolier                                                                   |
| 2020 | In una Benz QVC9                                                                 | IT16 (2 Wo.)IT | feat. Fabri Fibra                                                                            |
| 2020 | Marte QVC9                                                                       | IT17 (2 Wo.)IT | feat. Izi                                                                                    |
| 2020 | QVC9                                                                             | IT19 (2 Wo.)IT |                                                                                              |
| 2020 | Noi siamo cosi QVC9                                                              | IT21 (2 Wo.)IT |                                                                                              |
| 2020 | Fuck/Peace QVC9                                                                  | IT25 (2 Wo.)IT |                                                                                              |
| 2020 | Fair QVC9                                                                        | IT30 (1 Wo.)IT | feat. Madman                                                                                 |
| 2020 | Rollercoaster QVC9                                                               | IT31 (1 Wo.)IT | feat. Carl Brave                                                                             |
| 2020 | Russian Roulette QVC9                                                            | IT34 (1 Wo.)IT |                                                                                              |
| 2020 | Outro In The Night QVC9                                                          | IT39 (1 Wo.)IT |                                                                                              |
| 2020 | Money Money QVC9                                                                 | IT41 (1 Wo.)IT | mit Ensi feat. Speranza                                                                      |
| 2020 | <3 QVC9                                                                          | IT43 (1 Wo.)IT |                                                                                              |
| 2020 | Piu di cosi QVC9                                                                 | IT47 (1 Wo.)IT | feat. D’african                                                                              |
| 2020 | Trap Emo Rmx QVC9                                                                | IT49 (1 Wo.)IT | feat. Achille Lauro                                                                          |
| 2020 | Ehy QVC9                                                                         | IT52 (1 Wo.)IT | feat. Priestess & Chadia Rodriguez                                                           |
| 2020 | Si va Pt.3 QVC9                                                                  | IT57 (1 Wo.)IT | feat. Gemello & Mystic One                                                                   |
| 2021 | Dal tramonto all’alba Obe                                                        | IT12 Gold · (2 Wo.)IT | Verkäufe: + 50.000; mit Mace & Venerus                                                       |
| 2021 | Candyman Obe                                                                     | IT36 (1 Wo.)IT | mit Mace                                                                                     |
| 2022 | Pornstar Eclissi                                                                 | IT18 Gold · (2 Wo.)IT | Verkäufe: + 50.000; feat. Sfera Ebbasta                                                      |
| 2022 | K.O. Eclissi                                                                     | IT22 (2 Wo.)IT | feat. Coez & Marracash                                                                       |
| 2022 | Pochette Eclissi                                                                 | IT23 Gold · (2 Wo.)IT | Verkäufe: + 50.000; feat. Noyz Narcos                                                        |
| 2022 | Ciao Baby Eclissi                                                                | IT24 Platin · (3 Wo.)IT | Verkäufe: + 100.000                                                                          |
| 2022 | Adesso Eclissi                                                                   | IT31 Gold · (2 Wo.)IT | Verkäufe: + 50.000                                                                           |
| 2022 | Top Eclissi                                                                      | IT34 (1 Wo.)IT | feat. Madman                                                                                 |
| 2022 | Silenzio Eclissi                                                                 | IT42 Gold · (2 Wo.)IT | Verkäufe: + 50.000                                                                           |
| 2022 | Jorge Lorenzo Eclissi                                                            | IT57 (1 Wo.)IT | feat. ASAP Ferg                                                                              |
| 2022 | Rollin’ Pt.2 Eclissi                                                             | IT61 (1 Wo.)IT |                                                                                              |
| 2022 | Quando sto con te Eclissi                                                        | IT67 (1 Wo.)IT |                                                                                              |
| 2022 | Ogni volta Eclissi                                                               | IT73 (1 Wo.)IT | feat. Venerus                                                                                |
| 2022 | Qua con me Eclissi                                                               | IT94 (1 Wo.)IT |                                                                                              |
| 2023 | Ballon d’or QVC 10 – Quello che vi consiglio, Vol. 10                            | IT11 Gold · (7 Wo.)IT | Verkäufe: + 50.000; feat. Nayt                                                               |
| 2023 | Restiamo soli QVC 10 – Quello che vi consiglio, Vol. 10                          | IT36 (1 Wo.)IT | feat. Fabri Fibra                                                                            |
| 2023 | Goal QVC 10 – Quello che vi consiglio, Vol. 10                                   | IT37 (1 Wo.)IT | feat. Madman                                                                                 |
| 2023 | Jeffrey QVC 10 – Quello che vi consiglio, Vol. 10                                | IT43 (1 Wo.)IT |                                                                                              |
| 2023 | Il salto QVC 10 – Quello che vi consiglio, Vol. 10                               | IT44 (1 Wo.)IT | feat. Massimo Pericolo                                                                       |
| 2023 | La Merce Più Buona QVC 10 – Quello che vi consiglio, Vol. 10                     | IT48 (1 Wo.)IT | feat. Emis Killa & Guè                                                                       |
| 2023 | Colpevole QVC 10 – Quello che vi consiglio, Vol. 10                              | IT53 (1 Wo.)IT | feat. Franco126 & Lil Kvneki                                                                 |
| 2023 | La Ballata Del Dubbio Pt.4 (Final Act) QVC 10 – Quello che vi consiglio, Vol. 10 | IT55 (1 Wo.)IT |                                                                                              |
| 2023 | Without You QVC 10 – Quello che vi consiglio, Vol. 10                            | IT60 (1 Wo.)IT | feat. Jay1                                                                                   |
| 2023 | Intro (QVC 10) QVC 10 – Quello che vi consiglio, Vol. 10                         | IT69 (1 Wo.)IT |                                                                                              |
| 2023 | Vibes QVC 10 – Quello che vi consiglio, Vol. 10                                  | IT70 (1 Wo.)IT |                                                                                              |
| 2023 | Met gala QVC 10 – Quello che vi consiglio, Vol. 10                               | IT83 (1 Wo.)IT | feat. MV Killa & Yung Snapp                                                                  |
| 2023 | Persi QVC 10 – Quello che vi consiglio, Vol. 10                                  | IT88 (1 Wo.)IT | feat. Ketama126                                                                              |
| 2023 | La bibbia QVC 10 – Quello che vi consiglio, Vol. 10                              | IT91 (1 Wo.)IT | feat. Jake La Furia                                                                          |
| 2023 | Liscio QVC 10 – Quello che vi consiglio, Vol. 10                                 | IT95 (1 Wo.)IT | feat. Vegas Jones                                                                            |
| 2023 | Non ti vedo più QVC 10 – Quello che vi consiglio, Vol. 10                        | IT98 (1 Wo.)IT |                                                                                              |

### Gastbeiträge
| Jahr | Titel Album                          | Höchstplatzierung, Gesamtwochen, AuszeichnungChartsChartplatzierungen (Jahr, Titel, Album, Platzierungen, Wochen, Auszeichnungen, Anmerkungen) | Anmerkungen                                                                                                   |
| Jahr | Titel Album                          | IT | Anmerkungen                                                                                                   |
| --- | ------------------------------------ | --- | --- |
| 2014 | Albe nere Dadaismo                   | IT91 (1 Wo.)IT | Erstveröffentlichung: 20. Februar 2014 Deleterio feat. MadMan & Gemitaiz                                      |
| 2016 | Ulalala Ragazzi madre                | IT70 ×2Doppelplatin · (6 Wo.)IT | Erstveröffentlichung: 27. April 2016 Verkäufe: + 100.000; Achille Lauro feat. Gemitaiz                        |
| 2017 | Papparapà Max                        | IT63 (2 Wo.)IT | Erstveröffentlichung: 19. Mai 2017 Nerone feat. Gemitaiz & Salmo                                              |
| 2018 | Thoiry RMX Pour l’amour              | IT36 ×2Doppelplatin · (24 Wo.)IT | Erstveröffentlichung: 24. Januar 2018 Verkäufe: + 100.000; Achille Lauro feat. Gemitaiz, Quentin40 & Puritano |
| 2019 | Cuore rotto Libertà                  | IT97 (1 Wo.)IT | Erstveröffentlichung: 29. März 2019 Rocco Hunt feat. Gemitaiz                                                 |
| 2019 | Stanotte UNtitled                    | IT69 (1 Wo.)IT | Erstveröffentlichung: 3. Mai 2019 Gemello feat. Gemitaiz                                                      |
| 2019 | Good Vibes –                         | IT68 (1 Wo.)IT | Erstveröffentlichung: 7. November 2019 Nayt & 3D feat. Gemitaiz                                               |
| 2020 | Non è la fine This Is Elodie         | IT63 (1 Wo.)IT | Erstveröffentlichung: 8. Januar 2020 Elodie feat. Gemitaiz                                                    |
| Folgende Lieder erschienen nicht als Single, wurden aber durch das Album zum Download und Streaming bereitgestellt und konnten somit eine Platzierung erlangen: |                                      | | |
| |                                      | | |
| 2013 | Killer Game Midnite                  | IT70 Gold · (1 Wo.)IT | Verkäufe: + 25.000; Salmo feat. Gemitaiz & Madman                                                             |
| 2017 | 04:20 V                              | IT69 Gold · (2 Wo.)IT | Verkäufe: + 25.000; Ensi feat. Gemitaiz & MadMan                                                              |
| 2018 | Hollywood Back Home                  | IT30 Gold · (3 Wo.)IT | Verkäufe: + 25.000; MadMan feat. Gemitaiz                                                                     |
| 2018 | Brillo Bellaria                      | IT15 Gold · (3 Wo.)IT | Verkäufe: + 25.000; Vegas Jones feat. Gemitaiz & MadMan                                                       |
| 2018 | Purple Rain Pour l’amour             | IT43 Gold · (1 Wo.)IT | Verkäufe: + 25.000; Achille Lauro & Boss Doms feat. Gemitaiz & Frenetik&Orang3                                |
| 2018 | Malibu Notti brave                   | IT11 Platin · (7 Wo.)IT | Verkäufe: + 50.000; Carl Brave feat. Gemitaiz                                                                 |
| 2018 | Claro Supereroe                      | IT11 (3 Wo.)IT | Emis Killa feat. Vegas Jones & Gemitaiz                                                                       |
| 2019 | Alleluia Tarantelle                  | IT73 (1 Wo.)IT | Clementino feat. Gemitaiz                                                                                     |
| 2019 | Pers0na2 23 6451                     | IT18 Gold · (5 Wo.)IT | Verkäufe: + 35.000; Tha Supreme feat. Gemitaiz & Madman                                                       |
| 2019 | Veleno 6 MM volume 2 Mixtape         | IT65 ×3Dreifachplatin · (23 Wo.)IT | Verkäufe: + 150.000; Madman feat. Gemitaiz                                                                    |
| 2020 | Rap Shit Garbage                     | IT10 Gold · (4 Wo.)IT | Verkäufe: + 35.000; Nitro feat. Tha Supreme & Gemitaiz                                                        |
| 2020 | Freddy Friendly Scusate se esistiamo | IT80 (1 Wo.)IT | Dani Faiv feat. Gemitaiz                                                                                      |
| 2020 | Limbo J                              | IT34 Gold · (2 Wo.)IT | Verkäufe: + 50.000; Lazza feat. Gemitaiz                                                                      |
| 2020 | Scat men 1990                        | IT23 Gold · (8 Wo.)IT | Verkäufe: + 35.000; Achille Lauro feat. Ghali & Gemitaiz                                                      |
| 2020 | Foto Riot                            | IT48 (1 Wo.)IT | Izi feat. Gemitaiz & Madman                                                                                   |
| 2021 | Champagne 4 the Pain Fastlife 4      | IT10 Gold · (4 Wo.)IT | Verkäufe: + 35.000; Guè Pequeno & DJ Harsh feat. Gemitaiz & Noyz Narcos                                       |
| 2021 | Jam Session Keta Music Vol. 3        | IT62 (1 Wo.)IT | Emis Killa feat. Gemitaiz                                                                                     |
| 2021 | Veleno 8 MM volume 4                 | IT10 Gold · (2 Wo.)IT | Verkäufe: + 50.000; Madman feat. Gemitaiz                                                                     |
| 2021 | Sesso e droga Volare                 | IT95 (1 Wo.)IT | Coez feat. Guè Pequeno & Gemitaiz                                                                             |
| 2024 | Fuoco di paglia Maya                 | IT29 Gold · (3 Wo.)IT | Verkäufe: + 50.000; Mace feat. Marco Mengoni, Frah Quintale & Gemitaiz                                        |
| 2024 | Meteore Maya                         | IT31 (2 Wo.)IT | feat. Izi, Centomilacarie & Gemitaiz                                                                          |
| 2024 | Viaggio contro la paura Maya         | IT73 (1 Wo.)IT | Mace feat. Joan Thiele & Gemitaiz                                                                             |
| 2024 | Huracàn L’angelo del male            | IT31 (1 Wo.)IT | Baby Gang feat. Gemitaiz & Madman                                                                             |
| 2024 | Non mit passa Cvlt – Hellraisers     | IT59 (1 Wo.)IT | Salmo & Noyz Narcos feat. Gemitaiz                                                                            |
| 2024 | Utopia Lonewolf                      | IT100 (1 Wo.)IT | Madman feat. Gemitaiz                                                                                         |

Weitere Gastbeiträge
- 2019: Giornate vuote (Frenetik&Orang3 feat. Gemitaiz) – IT: Gold (25.000+)

## Auszeichnungen für Musikverkäufe
| Goldene Schallplatte - Italien - 2017: für das Lied Instagrammo - 2017: für das Lied Nonostante tutto - 2017: für das Lied Pistorius - 2017: für das Lied Fabio Volo - 2017: für das Lied Occhiali scuri - 2018: für das Lied Intro - 2019: für das Lied Non lo so - 2021: für das Lied È inutile - 2023: für das Lied Non cambio mai - 2023: für das Lied Hangover | Platin-Schallplatte - Italien - 2017: für das Lied Scusa - 2019: für das Lied Preso male 2× Platin-Schallplatte - Italien - 2024: für das Lied Blue Sky |

Anmerkung: Auszeichnungen in Ländern aus den Charttabellen bzw. Chartboxen sind in ebendiesen zu finden.
| Land/RegionAuszeichnungen für Musikverkäufe (Land/Region, Auszeichnungen, Verkäufe, Quellen) | Gold       | Platin       | Verkäufe  | Quellen |
| -------------------------------------------------------------------------------------------- | ---------- | ------------ | --------- | ------- |
| Italien (FIMI)                                                                               | 47× Gold47 | 47× Platin47 | 4.415.000 | fimi.it |
| Insgesamt                                                                                    | 47× Gold47 | 47× Platin47 |           |         |

## Belege
1. ↑  Droga, condannato rapper Gemitaiz. In: roma.repubblica.it. Gruppo Editoriale L’Espresso, 11. Februar 2014, archiviert vom Original (nicht mehr online verfügbar) am 6. Dezember 2016; abgerufen am 6. Dezember 2016 (italienisch).  Info: Der Archivlink wurde automatisch eingesetzt und noch nicht geprüft. Bitte prüfe Original- und Archivlink gemäß Anleitung und entferne dann diesen Hinweis.
2. 1 2  Chartquellen (Alben):
  - Alben von Gemitaiz. In: Italiancharts.com. Hung Medien, abgerufen am 4. September 2023.
  - Alben von Gemitaiz. In: Hitparade.ch. Hung Medien, abgerufen am 4. September 2023.
3. 1 2  Archivio classifiche Top Digital. FIMI, abgerufen am 7. Januar 2025 (italienisch).

| Personendaten    | Personendaten                     |
| ---------------- | --------------------------------- |
| NAME             | Gemitaiz                          |
| ALTERNATIVNAMEN  | De Luca, Davide (wirklicher Name) |
| KURZBESCHREIBUNG | italienischer Rapper              |
| GEBURTSDATUM     | 4. November 1988                  |
| GEBURTSORT       | Rom                               |